# Emma de Blois

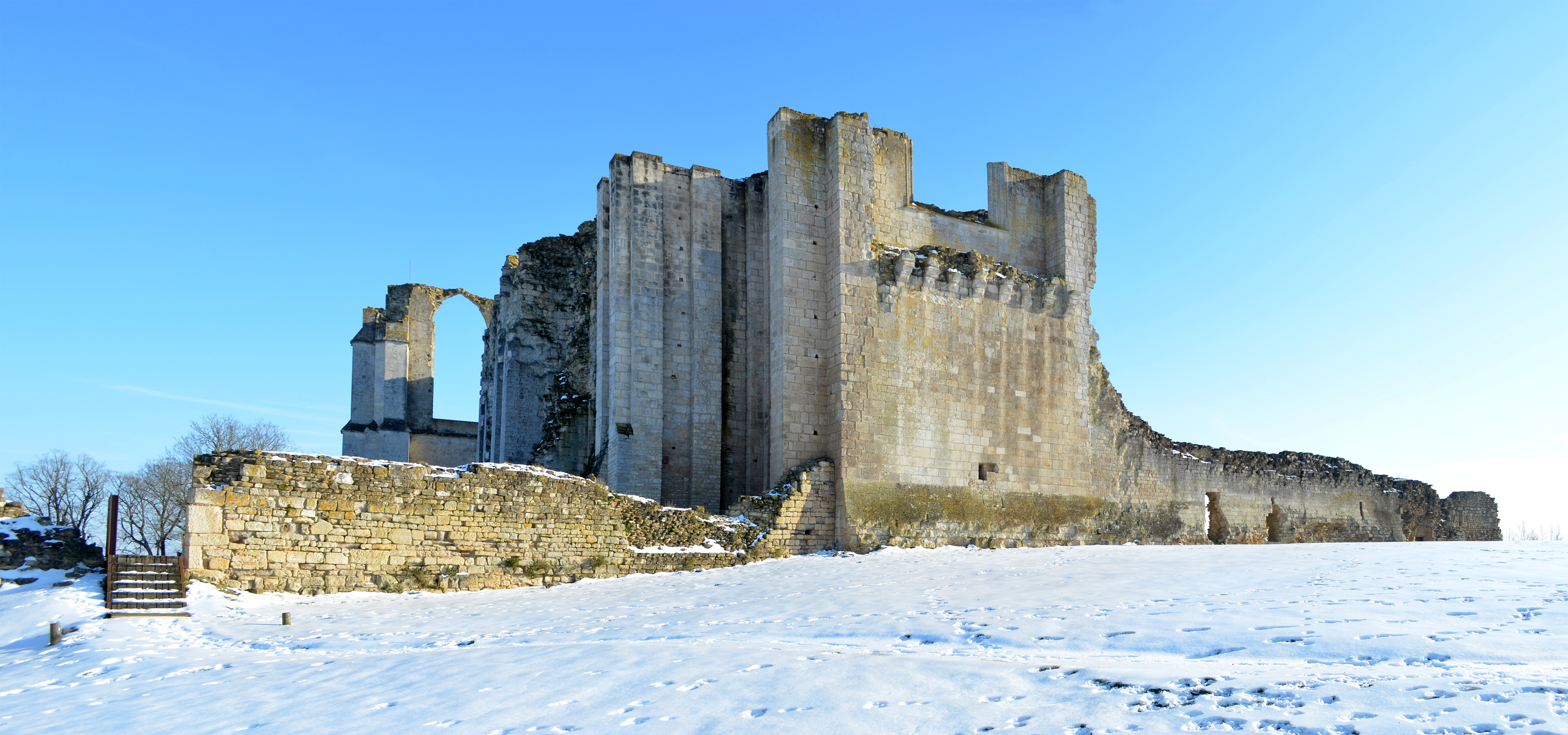
Restes de l'abadia de Maillezais (2012) que fundaren Emma i el seu marit

Emma de Blois (Comtessa de Poitou i duquessa d'Aquitània, filla de Teobald I de Blois i de Luitgarda de Vermandois) morta després del 1004.
Casà amb Guillem IV de Poitiers I duc d'Aquitània, i junt amb ell fundà el 990 l'abadia de Maillezais a Bourgueil-en-Vallèe. Assabentada que el seu marit Guillem sostenia relacions il·lícites amb la vescomtessa de Thouars, decidí revenjar-se, i amb aquesta finalitat anà a la recerca de la seva rival, la qual trobà en les planúries de Talmont. Emma cega d'ira, enderrocà del cavall que muntava la vescomtessa, la insultà i després l'entregà a la luxúria dels homes que formaven el seguici.
Després, tement que el seu marit la castigués, es refugia en les seves terres de Chinon i va sostenir una guerra amb Guillem, però al cap de dos anys ambdós es reconciliaren, i Guillem reconegué les seves faltes, retirant-se per a expiar-les a un monestir. Emma llavors continuà les seves obres pietoses i acabà el monestir de Maizellais que havia començat amb el seu marit.